# Ctenotus rosarium
Espèce
Ctenotus rosarium est une espèce de sauriens de la famille des Scincidae.

## Répartition
Cette espèce est endémique du Queensland en Australie.

## Étymologie
Le nom spécifique rosarium vient du latin rosarium, le chapelet, en référence à la série de taches pâles le long de la zone latérale de ce saurien qui ressemble à un collier de perles.

## Publication originale
- Couper, Amey & Kutt, 2002 : A new species of Ctenotus (Scincidae) from central Queensland. Memoirs of the Queensland Museum, vol. 48, no 1, p. 85-92.